# Kanal Austral
Kanal Austral est la première chaîne de télévision musicale locale privée réunionnaise diffusée par satellite et par internet dans l'océan Indien. depuis le 27 avril 2017, Kanal Austral devient Piment TV et redevient au début de 2018 Kanal Austral.TV

## Histoire de la chaîne
La chaîne est conçue et fabriquée à La Réunion en collaboration avec des producteurs de la zone. Kanal Austral fut créé en 2002 par Georges-Guillaume Louapre-Pottier, propriétaire du magazine Mémento, et Serge Lacour, spécialiste des télés dites « low-cost » (telle TV4 il y a longtemps, puis également NOOT TV, PIMENT TV (actuellement sur le canal 60 de SFR réunion et Mayotte), le bouquet de Londonsatellite system à l'île Maurice).
La diffusion se faisait uniquement sur le bouquet Parabole Réunion de 2 heures par jour, ensuite 5 heures par jour et de 5 h à 14 h la 3e année.
En 2005 alors que Kanal Austral est en difficulté délaissé par tous les actionnaires, seul Serge Lacour y croit encore et persévère. Pendant un an seul pour sauver la chaîne, Serge Lacour propose sa reprise à différents acteurs de la télé et de la production audio visuels de La Réunion sans résultat. La chaîne était sur le point de cesser ses activités.
Juillet 2006, Jean-Claude Poujois originaire de Madagascar qui croit en l'outil mis en place par Serge Lacour, rachète des actions et devient actionnaire majoritaire. Sous l'impulsion de Jean-Claude Poujois avec Serge Lacour toujours actionnaire, des bénévoles à la Réunion et l'équipe de Jean-Claude Poujois à Madagascar, un autre concept est mis en place. Faire découvrir les cultures d'autres pays du monde aux téléspectateurs de l'océan indien. Mise en place une programmation de musiques et danses des îles et pays tropicaux composé de variétés locales, folkloriques et traditionnelles.
Un an après, les résultats sont là : on parle de Kanal Austral dans tout l'océan Indien et jusque sur la côte est de l’Afrique. La programmation mise en place plaît aux téléspectateurs.
Cette popularité est bénéfique, en 2007 le bouquet Canal Satellite océan indien reprend le signal de Kanal Austral et le diffuse auprès de ses 180 000 abonnés[réf. nécessaire].
Malheureusement, le 16 octobre 2008 à minuit, le bouquet Parabole Réunion cesse la diffusion de Kanal Austral et diffuse le lendemain même en lieu et place de Kanal Austral une autre chaîne musicale, Noot TV, ayant les mêmes thématiques.
Pendant une semaine, Kanal Austral n'a pas de diffusion (écran noir) le temps que les techniciens et ingénieurs de Canal Satellite reprennent totalement en main le signal de Kanal Austral. Rodolphe Pacaud, directeur général de Canal Satellite Océan Indien qui croit en l'avenir de Kanal Austral ; par sa diligence avec son équipe technique ils ont accompli une prouesse pour remettre en diffusion Kanal Austral dans un laps de temps aussi court (sans Rodolphe Pacaud Kanal Austral aurait disparu du paysage télé de l'océan indien).
La diffusion reprend le 23 octobre 2008 sur le bouquet Canal Satellite avec une extension de la diffusion de 5 h 30 à 23 h.
Début 2011, la diffusion de Kanal Austral est passée à 24H/24.
Kanal Austral est actuellement classé 10e chaîne du satellite dans l'océan Indien (sur environ 90 chaînes) avec 2,7 % de parts d'audience (source Médiametrie Métridom décembre 2009). En durée d'écoute, Kanal Austral est classé 3e derrière les deux grandes chaînes locales Antenne Réunion et Télé Réunion et devant toutes les grandes chaînes nationales.
En 2006, la production réunionnaise de clip vidéo était quasi inexistante. On recevait un ou deux clips par mois. Actuellement, nous recevons 30 à 50 clips vidéo par mois. Le travail de promotion et de diffusion fait par Kanal Austral a encouragé les artistes ainsi que des gens ordinaires à réaliser leur propre clip vidéo. Malheureusement, ce travail fait pour l'essor de la musique dans l'Océan Indien n'est pas reconnu. Les marchés publicitaires privés nous sont fermés. Les institutions (conseil régional, conseil général, les communes) que nous avons approchés ne donnent pas de suite alors qu'elles disposent toutes d'un budget de communication qu'elles devraient répartir entre les différents acteurs de la vie économique, sociale et culturelle toutes proportions gardées.
En 2011, Jean-Claude Coindin, connu à l'île de la Réunion comme un des plus gros constructeurs de maisons individuelles et homme d'affaires dans le domaine de la construction, restauration, bien-être, producteur audiovisuel, etc., rachète des parts à l'actionnaire principal (J. Claude Poujois) ainsi qu'à Serge Lacour et à quatre petits actionnaires. La chaîne est remise à jour avec des productions et des émissions telles que Koz Pou Nou, Brève Rencontre, Voisinage, Chante Pou Nou, Danse Pou Nou, Parol D'artist, etc. La chaine remonte à l'audimat et redevient la 1re chaine musicale de l'océan indien.
Au début de 2013, la chaine est en diffusion 24 heures sur 24 avec des systèmes informatiques de nouvelle génération qui font de KANAL AUSTRAL la vraie chaine musicale de l'océan Indien.
Aout 2014, Jean-Claude Coindin lance la nouvelle grille des programmes avec 11 émissions produites localement en auto-production, un site « kanal austral.tv » avec la mise en ligne des émissions le lendemain de leur passage sur la chaine, un vrai programme disponible sur Telé Mag, dans le programme interne de CANAL SAT REUNION et, bien entendu sur le site de www.kanalaustral.tv.
Nouvelle grille, nouvelle émissions avec Clips pou zot et L'artiste de la semaine, et bien entendu les émissions habituelle Koz pou nou, Brève rencontre, Ote la Réunion, Danse pou nou, Chante pou nou, Paroles d'artiste, Voisinage, etc.
Depuis septembre 2014, des émissions de cuisine toutes les semaines.
Le 27 avril 2017 KANAL AUSTRAL devient PIMENT.TV

## Programme
Kanal Austral diffuse de la musique, de la cuisine et des émissions culturelles dans sa globalité.

## Diffusion
Kanal Austral est diffusé tous les jours 24 h/24, sur le satellite via CANAL SAL sur la chaine 23, sur CANAL BOX (chaine 23), sur SFR (Chaine 20) et sur ZEOP (Chaine 6)